# Білоруська незалежницька партія
Білоруська незалежницька партія (біл. Беларуская незалежніцкая партыя, БНП, Biełaruskaja niezaležnickaja partyja, BNP) — військово-політична організація середини ХХ ст.

## Історія
БНП утворено ймовірно на межі 1939—1940 років у Вільні (за іншою версією, у Мінську в 1942). Ініціатором її виникнення був один з ідеологів білоруського національного руху о. Вінцент Годлевський, а об'єднувала вона діячів молодого покоління.
Керувалася створеними до осені 1942 р. Центральним комітетом і п'ятьма окружними комітетами. Керівники: Всеволод Родзько (центральний комітет), Михайло Вітушко (член ЦК), Дмитро Космович (член ЦК), Юліан Сакович (мінський окружний комітет), Франтішек Олехнович (віленський окружний комітет) та ін. Структури БНП існували в 1942—1943 роках на Брянщині та Смоленщині. Випускала офіційно нелегальний друкований орган «Бюлетень БНП», після війни — бюлетень «Праця і воля» (2 числа, 1949). Формально БНП представлялася як патріотична та конспіративна організація із завданням збройної боротьби за незалежність Білорусі, реально — керівництво спочатку співпрацювало з Абвером. За політичну програму правила пропозиція використання «неминучого конфлікту» союзників після перемоги над Німеччиною, зміцнення власних (збройних) сил і збройна боротьба за незалежність Білорусі в умовах згаданого конфлікту.
У другому числі «Бюлетеня БНП», підготовленого до друку наприкінці 1942 року, містилася критика нацизму і німецької окупаційної політики: 
|  | Прийшли перші розчарування. Німці 41 року не були німцями 17 року: не відзначалися не лише гуманністю, а й мінімальною дозою здорового політичного глузду. П'яні перемогами попередніх років і хворі манією своєї надлюдськості, підживленої нісенітницями расової теорії — розглядали землі східнослов'янських народів як новоздобутий колоніальний простір. Автором цієї думки був партійний ідеолог — Розенберг, теорії якого, може, навіть часом і геніальні на перший погляд, на ділі виявлялися безглуздими і нереальними. |

У кінці номера кинуто заклик не допустити «боротьби білоруса-партизана з білорусом — волосним головою, білоруса-поліцая з білорусом-партизаном», а накопичувати зброю, поки Німеччина та СРСР «борються між собою та слабшають із кожним днем», щоб потім разом виступити за незалежну Білорусь. Дізнавшись, що БНП веде свою гру, німці почали переслідувати їх нарівні з комуністами. Так, у грудні 1942 р. заарештовано і закатовано у тюрмі натхненника і фактичного керівника партії Вінцента Годлевського, а чимало його прибічників було відправлено в концтабори.
Практичну діяльність БНП почала в червні 1944 року створенням кількох конспіративних груп у Білорусі для ведення розвідки і диверсій у тилу Червоної Армії (за іншими джерелами, підготовка таких груп за допомогою Абверу велася з осені 1943, особливо активно взимку-навесні 1944). Виконуючи безпосереднє своє завдання боротьби з радянським військом у Білорусі, БНП спрямовувала білорусів-добровольців у військову школу «Дальвіц» (також відому як білоруський десантний батальйон «Дальвіц»). Парашутні закидання груп із батальйону «Дальвіц» у Білорусь тривали з вересня 1944. Частина цих груп, як повідомлялося в інформаційних документах БНП, продовжувала діяти ще взимку 1945—1946 рр., або навіть до 1956
Наприкінці червня 1944 р. ЦК партії вирішив через Другий Всебілоруський конгрес, багато делегатів якого були членами або прихильниками БНП, домагатися проголошення незалежності Білорусі. Під час конгресу планувалося почати антинімецьке повстання, стягнувши попередньо до Мінська збройні добровольчі формування. Однак більшість бойових підрозділів не встигає на визначений час дістатися Мінська, до того ж стрімкий наступ розпочала Червона Армія, тому ці плани залишилися нереалізованими.
Після евакуації 1944 року з Білорусі в Німеччину було створено Закордонний сектор БНП (керівник Д. Космович). У 1944 керівництво БНП різко критикувало Білоруську центральну раду і особисто Р. Островського за кон'юнктурщину і маріонетковий характер дій та врешті припинила будь-яку співпрацю на початку 1945 року. Особливо сильно БНП виражало невдоволення невдалою організацією «евакуації з Білорусі» в 1944 і втратою більшої частини особового складу БКО, а також неефективністю дій Островського зі створення білоруської армії в Німеччині. Відзначається, що такі звинувачення заявляли виключно німецькі військові потреби кінця війни (завдання оборони Німеччини за всяку ціну).
Після роззброєння батальйону «Дальвіц» у Чехії (1945) частина його особового складу вирушила до Білорусі для продовження збройної боротьби, але на Білосточчині була викрита радянською держбезпекою і майже повністю заарештована. Керівники були засуджені у «справі шістьох» (ймовірно, травень 1946 р.), Родзько і Гелда скарані на смерть.
Після війни БНП діяла серед білоруських громад у західних окупаційних зонах і Західній Європі. У 1948—1949 рр. навколо питання підтримки Білоруського національного центру в лавах керівництва партії відбувся поділ, кожне з угрупувань претендувало на назву БНП (у результаті Б. Рогуля, М. Рогуля, В. Набагез виключені з ЦК). Надалі (1954) ватажки БНП визнавали БЦР як «єдиний легітимний представницький центр», а Островського як «великого і заслуженого білоруського патріота» та різко виступали проти участі білоруської молоді у скаутському і християнсько-молодіжному рухах.
У середині 1950-х без формального розпуску партії Закордонний сектор БНП увійшов у Білоруський визвольний фронт, організований Д. Космовичем.